# Lista över sovjetiska arméer under andra världskriget
Lista över sovjetiska arméer under andra världskriget.

## Arméer
- 1:a gardesarmén
- 2:a gardesarmén
- 3:e gardesarmén
- 4:e gardesarmén
- 5:e gardesarmén
- 6:e gardesarmén
- 7:e gardesarmén
- 8:e gardesarmén
- 9:e armén
- 27:e armén
- 40:e armén
- 52:e armén
- 53:e armén
- 62:a armén
- 64:e armén

## Stridsvagnsarméer
- 1:a stridsvagnsarmén
- 2:a stridsvagnsarmén
- 3:e gardesstridsvagnsarmén
- 4:e gardesstridsvagnsarmén
- 5:e gardesstridsvagnsarmén
- 6:e stridsvagnsarmén